# Doña Tomasa, con fruición, va y alquila su mansión
Doña Tomasa, con fruición, va y alquila su mansión es una historieta creada por Escobar en 1959 para el semanario de Editorial Bruguera El DDT y desaparecida en 1963.

## Estructura de la serie
La protagonista de la serie, Tomasa, es una viuda que ha realquilado cada habitación de su casa a un núcleo heterogéneo de personas como hacían habitualmente en la época ancianas propietarias con pocos ingresos. Cada uno de sus realquilados, que van variando a lo largo de los años como si fuera una casa de realquilados real, tiene su propia personalidad y características definidas y propicia una serie de gags personales que los convierten en protagonistas de cada episodio por derecho propio y que a su extinción provoca su marcha de la "mansión". En principio Tomasa es un personaje secundario cuya interrelación sirve de apoyo a estos gags, pero con el paso del tiempo su intervención en la serie adquiere mayor protagonismo.
La serie pretende ser una parodia del fenómeno de los realquileres. En una ocasión una pareja de realquilados, realquila a su vez el armario de su habitación a una tercera persona, viviendo siempre dentro de él y accediendo al edificio oculto dentro de la maleta del primer realquilado. En otra un baúl en el trastero sirve de "habitación" a otro realquilado. Hasta el cuarto de baño se convierte en habitación de realquilados y la bañera en improvisada cama.
Al principio de la serie, Tomasa recibe el nombre de Consuelo, pero la serie mantiene el título, lo que hace pensar que Tomasa es en realidad otra persona que ha delegado sus funciones en Consuelo. A las pocas semanas desaparece este desdoblamiento y Consuelo recibe oficialmente el nombre de Tomasa.

## Personajes
Doña Tomasa es una mujer cerca de la tercera edad, en principio su pelo es completamente cano, pero con la aparición del bitono en los primeros años 60 descubrimos que no es así. También con el paso de los años su nariz es cada vez más prominente, así como el moño y flequillo, con una ondulación cada vez mayor. Su principal ocupación son las tareas de hogar, limpieza, comida y recepción de visitas.
Abelardo, Eloisa y Rosauro son los primeros personajes de la serie que adquieren un protagonismo tan acusado, que se convertirán en personajes recurrentes hasta el final de la serie. Son un matrimonio con un niño pequeño, procedentes de Alicante, que en las primeras entregas (aparecieron por vez primera el 12 de enero de 1959) se instalan a vivir en el cuarto de baño para más tarde tener derecho a habitación normal. El niño, Rosauro, de gran y potente dentadura, se expresa mediante extraños sonidos y se dedica a comer cualquier material duro que se pone a su alcance, sea de mármol o hierro.
El resto de personajes de la serie, de lo más variopinto, no tuvieron tanto éxito como los anteriores y sus apariciones son más bien breves, de menos de un trimestre cada uno de ellos por regla general.